# فريق كولومبيا
فريق كولومبيا (بالإسبانية: Equipo Colombia) هو حزب سياسي محافظ في كولومبيا. في الانتخابات التشريعية التي أجريت في 10 مارس 2002، فاز الحزب، كواحد من العديد من الأحزاب الصغيرة، بالتمثيل البرلماني. في انتخابات عام 2006، فاز الحزب بـ7 نواب من أصل 166 و5 من أصل 100 من أعضاء مجلس الشيوخ.

## روابط خارجية
- موقع الويب الرسمي (بالإسبانية)
- الديمقراطية عن بعد: انتخابات 2006 (Portalcol.com) (معلومات حول قائمة الحزب لمرشحي مجلس الشيوخ الكولومبي، بالإسبانية).